# Teodor Andrzej Potocki
Teodor Andrzej Potocki, poljski plemič, škof in nadškof, * 1664, † 1738.